# Thistedgrenen
De Thistedgrenen (Nederlands: Thisted-snelwegtak) is een korte autosnelweg in Denemarken, die de noordelijke randweg van Nørresundby, een plaats in ten noorden van Aalborg, vormt. Bij knooppunt Vendsyssel heeft de Thistedgrenen een aansluiting op de Nordjyske Motorvej richting Aalborg, de Frederikshavnmotorvejen richting Frederikshavn en de Hirtshalsmotorvejen richting Hirtshals.
De Nørresundbygrenen is administratief genummerd als M78. Op de bewegwijzering wordt echter gebruikgemaakt van het nummer van de Primærrute 11, die over de Nørresundbygrenen loopt. Deze weg loopt verder naar Thisted, Esbjerg en Duitsland.

## Geschiedenis
De Thistedgrenen is oorspronkelijk aangelegd als gewone weg. In 2001 is de weg opgewaardeerd tot autosnelweg.